# أندريا لويد كاري
أندريا لويد كاري (بالإنجليزية: Andrea Lloyd-Curry)‏ مواليد 2 سبتمبر 1965 في موسكو، هي لاعبة كرة سلة أمريكية سابقة. تم اختيارها من قبل فريق مينيسوتا لينكس خلال الدرافت. يبلغ طولها 6 قدم 2 بوصة (1.9 م). شاركت في دورة الألعاب الأولمبية الصيفية سنة 1988.

## الميداليات
| الميدالية | المسابقة                       |
| --------- | ------------------------------ |
| ذهبية     | الألعاب الأولمبية الصيفية 1988 |
| ذهبية     | دورة الألعاب الأمريكية 1987    |
| برونزية   | دورة الألعاب الأمريكية 1991    |

## روابط خارجية
- أندريا لويد كاري على موقع الاتحاد الدولي لكرة السلة (الإنجليزية)
- أندريا لويد كاري على موقع الاتحاد الوطني لكرة السلة النسائية (الإنجليزية)
- أندريا لويد كاري على موقع كلية كرة السلة في سبورتس رفرنس.كوم (الإنجليزية)
- أندريا لويد كاري على موقع بروبوليرز (الإنجليزية)
- أندريا لويد كاري على موقع قاعة مشاهير كرة السلة للسيدات (الإنجليزية)
- أندريا لويد كاري على موقع سبورتس رفرنس (الإنجليزية)
- أندريا لويد كاري على موقع سبورتس رفرنس (الإنجليزية)
- أندريا لويد كاري على موقع اللجنة الأولمبية الدولية (الإنجليزية)
- أندريا لويد كاري على موقع أوليمبيديا (الإنجليزية)